# Marian Szpakowski (lekarz)
Marian Szpakowski (zm. 2 lipca 2023) – polski ginekolog, prof. dr hab.

## Życiorys
W 1960 ukończył studia medyczne w Wojskowej Akademii Medycznej im. gen. dyw. Bolesława Szareckiego, w 1986 r. uzyskał tytuł profesora nauk medycznych. Został zatrudniony na stanowisku profesora zwyczajnego w Wyższej Szkole Biznesu i Nauk o Zdrowiu w Łodzi, w Instytucie "Centrum Zdrowia Matki Polki", oraz w III Katedrze Ginekologii i Położnictwa Uniwersytecie Medycznym w Łodzi.
Był rektorem w Wyższej Szkole Biznesu i Nauk o Zdrowiu w Łodzi i kierownikiem w III Katedrze Ginekologii i Położnictwa Uniwersytecie Medycznym w Łodzi, a także w Klinice Chirurgii Ginekologicznej Instytutu "Centrum Zdrowia Matki Polki".